# Kanton Moyeuvre-Grande
Moyeuvre-Grande' is een voormalig kanton in het Thionville van het Franse departement Moselle. Het kanton maakte tot 1 januari 2015 deel uit van het arrondissement Thionville-Ouest.
Het kanton werd opgeheven bij decreet van 18 februari 2014, met uitwerking in maart 2015. Het werd in zijn geheel samengevoegd met het kanton Hayange.

## Gemeenten
Het kanton Moyeuvre-Grande omvatte de volgende gemeenten:
- Clouange
- Gandrange
- Moyeuvre-Grande (hoofdplaats)
- Moyeuvre-Petite
- Rosselange
- Vitry-sur-Orne